# Judith avec la tête d'Holopherne (Mantegna)
Ne doit pas être confondu avec Judith tenant la tête d'Holopherne (Mantegna).
Judith avec la tête d'Holopherne  est une peinture  d'Andrea Mantegna datant de la fin de sa vie (1495-1500), conservée au musée des beaux-arts de Montréal (Québec).

## Histoire
Andrea Mantegna, devenu  peintre de la cour des Gonzague à Mantoue, peignit des tableaux à sujets inspirés de la culture classique et antique pour être installés dans le studiolo d'Isabelle d'Este.
Le tableau faisait partie de la Collection Gonzague puis du fonds John W. Tempest avant d'entrer  par son legs en 1892 dans la collection Art international ancien et moderne du MBAM, maintenant installé dans le pavillon Jean-Noël Desmarais au niveau 4.

## Iconographie
Judith, héroïne biblique de l'Ancien Testament, est représentée dans l'acte final de sa bravoure, tenant la tête du tyran Holopherne décapité.

## Description
L'œuvre est réalisée en grisaille sur un support en toile de lin, avec un rendu illusionniste de sculpture (expliqué en partie par la difficulté d'approvisionnement de marbre à la cour de Mantoue) appuyé par l'usage de l'or pour un rendu de bronze doré.
Judith est accompagnée de sa servante qui l'aide à mettre la tête d'Holopherne dans un sac.
Le fond est un marbre chiqueté  « vert africain ».

## Analyse
Cette œuvre dont le fond est figuratif fait partie d'une série de peintures  similaires, de même technique, même fond de marbre chiqueté (simulation par la peinture de marbres colorés) mais  sur panneaux de bois a tempera à l'œuf :
- Tuccia, vestale romaine avec son tamis, National Gallery, Londres.
- Sophonisbe, noble carthaginoise, National Gallery, Londres.

Elle est également similaire  à Didon du même musée, même si son fond est plus figuratif (bois empilé du bûcher).

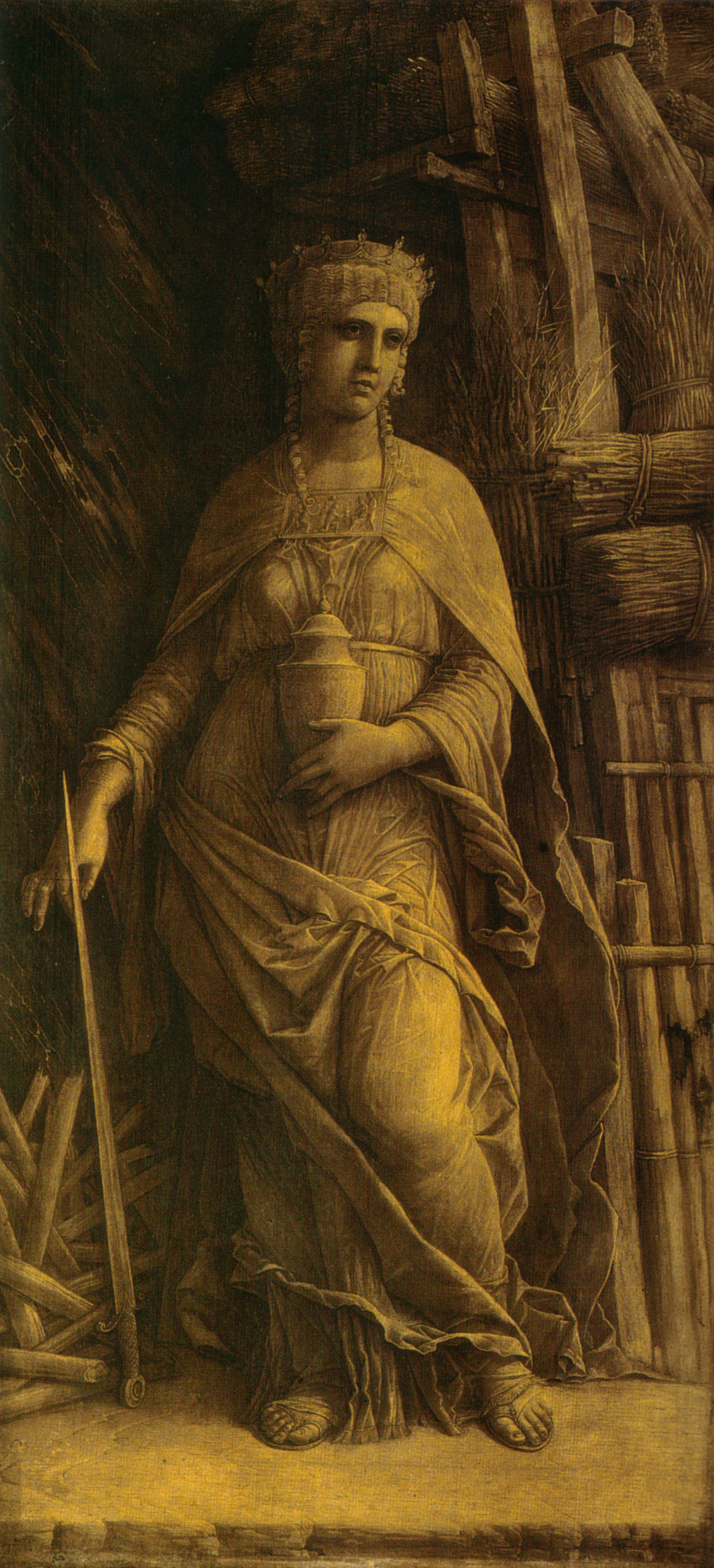
Didon.
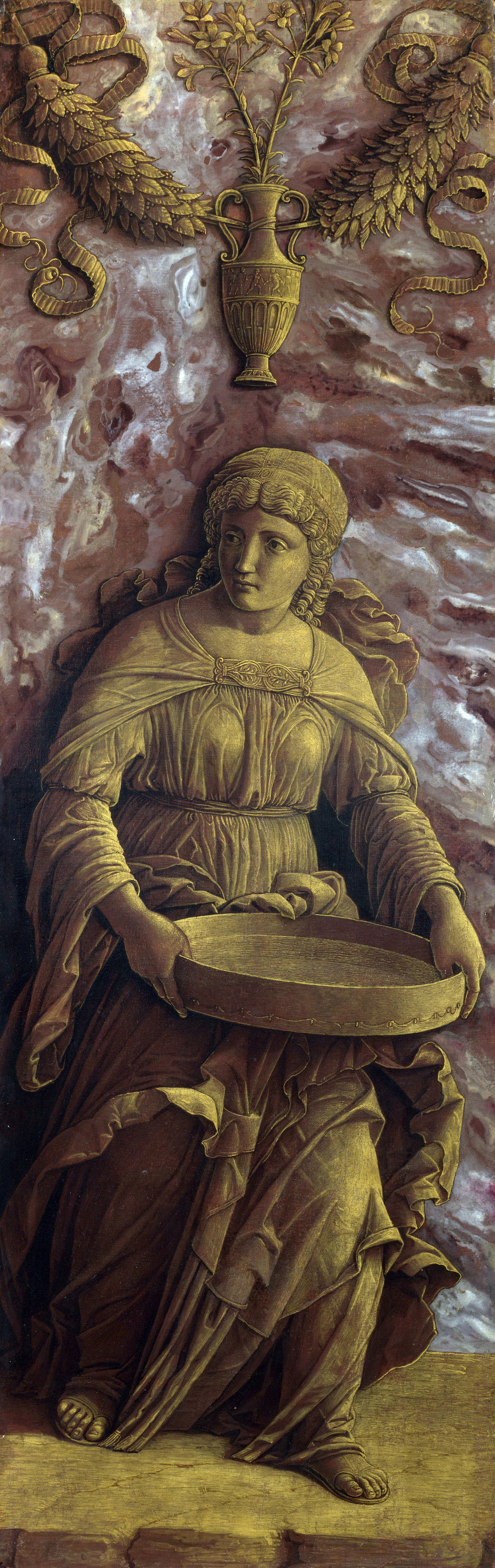
Tuccia.
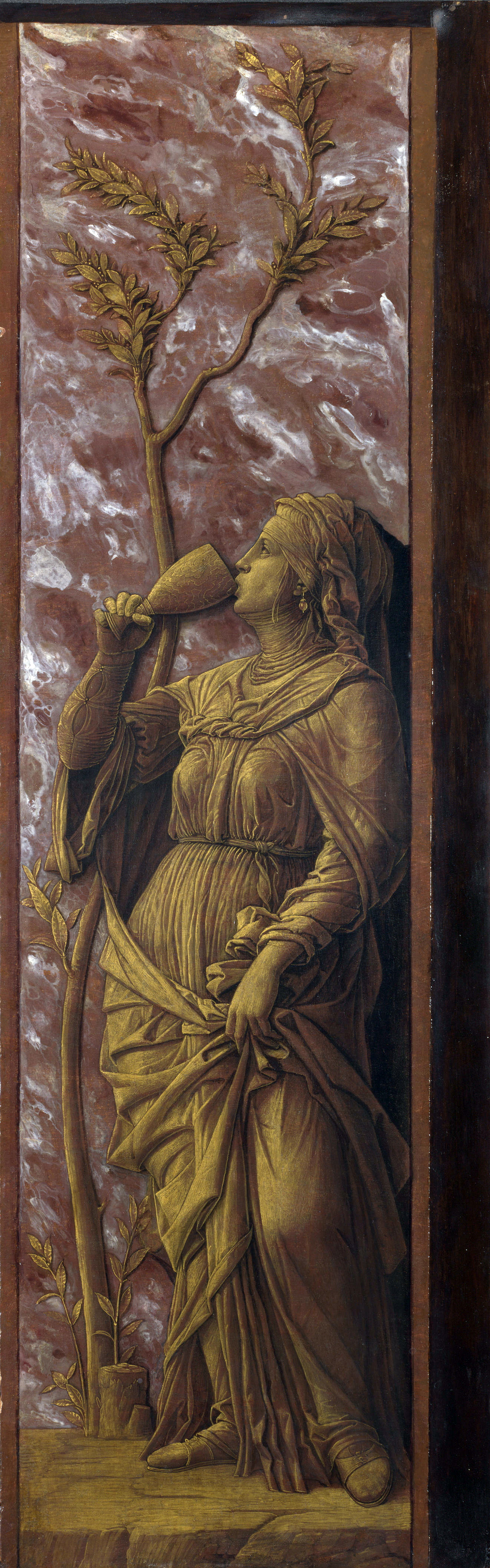
Sophonisbe.